# Néa Mákri
Néa Mákri (Nea Makri) är en ort i Grekland.   Den ligger i prefekturen Nomarchía Anatolikís Attikís och regionen Attika, i den sydöstra delen av landet, 26 km nordost om huvudstaden Aten. Néa Mákri ligger 25 meter över havet och antalet invånare är 15 554.
Terrängen runt Néa Mákri är kuperad västerut, men österut är den platt. Havet är nära Néa Mákri österut.  Närmaste större samhälle är Kifisiá, 14,5 km väster om Néa Mákri. 